# Bahrani
L'illa de Bahrani és una illa de l'emirat d'Abu Dhabi (Emirats Àrabs Units) a la costa de l'emirat, a uns 19 km a l'oest d'Abu Dhabi (ciutat) a la barrera d'illes de l'oest de la ciutat.
És una illa arenosa amb alguna roca, i de forma triangular amb una distància de 6 km de nord a sud i teòrica una base de triangle (al nord) d'uns 8 km d'ample. La seva superfície és d'uns 12 km² i el seu punt més alt s'eleva fins als 4 metres.
El clima és sec. La temperatura mitjana és de 29 °C. El mes més càlid és l'agost, a 36 °C, i el més fred, el gener, a 22 °C.
Hi viuen ocells (estornins) com la sterna saundersi, la sterna anaethetus, la sterna repressa, sterna sandvicensis, sterna hirundo i l'sterna bengalensis. A les aigües de la vora hi ha dofins (Tursiops truncatus i sousa chinensis) i morses (Dugong dugon), i com animals de terra gaseles (Gazella subgutturosa) i llebres àrabs (Lepus capensis).
L'illa és un lloc freqüentat per pescadors que pesquen amb trampes. A la part sud-oest s'han trobat les restes d'un camp islàmic.